# Schickendantziella
Schickendantziella es un género de plantas herbáceas, perennes y bulbosas perteneciente a la familia de las alstroemeriáceas. Incluye una sola especie denominada Schickendantziella trichosepala originaria del noroeste de Argentina.

## Taxonomía
Schickendantziella trichosepala fue descrita por el botánico y micólogo ítalo-argentino Carlos Luis Spegazzini y publicado en Anales del Museo Nacional de Buenos Aires 3(2): 8. 1903.
Etimología
Schickendantziella: nombre genérico otorgado en honor de Friedrich Schickendantza, un naturalista alemán que vivió en el siglo XIX.
trichosepala: epíteto latino que significa "con sépalos peludos".